# Lista de governadores da Luisiana
| Partido               | Governadores |
| --------------------- | ------------ |
| Democrata             | 41           |
| Republicano           | 9            |
| Democrata-Republicano | 5            |
| Whig                  | 5            |
| Unionista             | 2            |
| Nacional-Republicano  | 1            |

Lista dos governadores da Luisiana desde a entrada na União em 1803. 

## Território americano da Luisiana
Nota: De 1804 a 1812, a Luisiana era conhecida como "Território de Orleães".
| No. | Governador                     | Governador | Início do mandato      | Fim de mandato      |
| --- | ------------------------------ | ---------- | ---------------------- | ------------------- |
| 1   | William Charles Cole Claiborne |            | 20 de Dezembro de 1803 | 30 de Abril de 1812 |

## Primeiro período como estado americano
| #  | Nome                           | Imagem | Início de mandato       | Fim de mandato          | Partido               | Notas                                          |
| -- | ------------------------------ | ------ | ----------------------- | ----------------------- | --------------------- | ---------------------------------------------- |
| 1  | William Charles Cole Claiborne |        | 30 de Abril de 1812     | 16 de Dezembro de 1816  | Democrata-Republicano |                                                |
| 2  | Jacques Villeré                |        | 16 de Dezembro de 1816  | 18 de Dezembro de 1820  | Democrata-Republicano |                                                |
| 3  | Thomas B. Robertson            |        | 18 de Dezembro de 1820  | 15 de Novembro de 1824  | Democrata-Republicano |                                                |
| 4  | Henry S. Thibodaux             |        | 15 de Novembro 1824     | 13 de Dezembro 1824     | Democrata-Republicano | interino enquanto presidente do Senado estatal |
| 5  | Henry Johnson                  |        | 13 de Dezembro de 1824  | 15 de Dezembro de 1828  | Democrata-Republicano |                                                |
| 6  | Pierre Derbigny                |        | 15 de Dezembro de 1828  | 6 de Outubro de 1829    | Nacional-Republicano  | faleceu no cargo                               |
| 7  | Armand Beauvais                |        | 6 de Outubro de 1829    | 14 de Janeiro de 1830   | Whig                  | interino enquanto presidente do Senado estatal |
| 8  | Jacques Dupre                  |        | 14 de Janeiro de 1830   | 31 de Janeiro de 1831   | Whig                  |                                                |
| 9  | Andre B. Roman                 |        | 31 de Janeiro de 1831   | 4 de Fevereiro de 1835  | Whig                  |                                                |
| 10 | Edward D. White, Sr.           |        | 4 de Fevereiro de 1835  | 4 de Fevereiro de 1839  | Whig                  |                                                |
| 11 | Andre B. Roman                 |        | 4 de Fevereiro de 1839  | 30 de Janeiro de 1843   | Whig                  |                                                |
| 12 | Alexander Mouton               |        | 30 de Janeiro de 1843   | 12 de Fevereiro de 1846 | Democrata             |                                                |
| 13 | Isaac Johnson                  |        | 12 de Fevereiro de 1846 | 28 de Janeiro de 1850   | Democrata             |                                                |
| 14 | Joseph Marshall Walker         |        | 28 de Janeiro de 1850   | 18 de Janeiro de 1853   | Democrata             |                                                |
| 15 | Paul O. Hebert                 |        | 18 de Janeiro de 1853   | 22 de Janeiro de 1856   | Democrata             |                                                |
| 16 | Robert C. Wickliffe            |        | 22 de Janeiro de 1856   | 23 de Janeiro de 1860   | Democrata             |                                                |
| 17 | Thomas Overton Moore           |        | 23 de Janeiro de 1860   | 24 de Abril de 1862     | Democrata             |                                                |

## Guerra Civil

### Governadores confederados da Luisiana
| No. | Nome                 | Imagem | Início do mandato     | Fim do mandato        | Partido   | Notas                                                 |
| --- | -------------------- | ------ | --------------------- | --------------------- | --------- | ----------------------------------------------------- |
| 17  | Thomas Overton Moore |        | 24 de Abril de 1862   | 25 de Janeiro de 1864 | Democrata |                                                       |
| 19  | Henry W. Allen       |        | 25 de Janeiro de 1864 | 2 de Junho de 1865    | Democrata | Governou até ao armistício e derrota dos Confederados |

### Governadores unionistas da Luisiana
| No. | Nome              | Imagem | Início do mandato  | Fim do mandato     | Partido     | Notas   |
| --- | ----------------- | ------ | ------------------ | ------------------ | ----------- | ------- |
| 18  | George F. Shepley |        | 2 de Julho de 1862 | 4 de Março de 1864 | Militar     | Nomeado |
| 20  | Michael Hahn      |        | 4 de Março de 1864 | 4 de Março de 1865 | Republicano | Nomeado |

## Era daReconstruçãosob controlo militar federal
| No. | Nome                | Imagem | Início do mandato    | Fim do mandato       | Partido             | Notas                                             |
| --- | ------------------- | ------ | -------------------- | -------------------- | ------------------- | ------------------------------------------------- |
| 21  | James Madison Wells |        | 4 de Março de 1865   | 3 de Junho de 1867   | Unionista-Democrata | Tenente-governador interino                       |
| 22  | Benjamin Flanders   |        | 3 de Junho de 1867   | 8 de Janeiro de 1868 | Republicano         | Governador militar                                |
| 23  | Joshua Baker        |        | 8 de Janeiro de 1868 | 27 de Junho de 1868  | Unionista-Democrata | Demitido com a reintegração da Luisiana na União. |

## Governadores da Luisiana
| No. | Nome                          | Imagem                 | Início do mandato     | Fim do mandato        | Partido                                      | Notas |
| --- | ----------------------------- | ---------------------- | --------------------- | --------------------- | -------------------------------------------- | --- |
| 24  | Henry C. Warmoth              |                        | 27 de Junho de 1868   | 9 de Dezembro de 1872 | Republicano                                  | Demitido em processo de impeachment |
| 25  | P. B. S. Pinchback            |                        | 9 de Dezembro de 1872 | 13 de Janeiro de 1873 | Republicano                                  | Tenente-governador interino |
| 26  | John McEnery                  |                        | 13 de Janeiro de 1873 | 22 de Maio de 1873    | Democrata                                    | John McEnery e o seu adversário William Kellogg reivindicaram vitória em 1872. Só em 20 de Setembro de 1873 o presidente Ulysses Grant declarou Kellogg como governador legal.                                                     |
| 27  | William P. Kellogg            |                        | 13 de Janeiro de 1873 | 8 de Janeiro de 1877  | Republicano                                  | |
| 28* | Stephen B. Packard            |                        | 8 de Janeiro de 1877  | 24 de Abril de 1877   | Republicano                                  | Packard foi declarado vencedor pelo Senado da Luisiana embora tenha tido oito mil votos a menos que Francis T. Nicholls. Não foi reconhecido pelo governo federal.                                                                 |
| 28* | Francis T. Nicholls           |                        | 8 de Janeiro de 1877  | 14 de Janeiro de 1880 | Democrata                                    | Embora declarado vencido pelo Senado da Luisiana, Francis Nicholls fez o seu governo e conseguiu ser reconhecido como governador legítimo governador e consegue fazer-se reconhecer como governador legítimo pelo governo federal. |
| 29  | Louis A. Wiltz                |                        | 14 de Janeiro de 1880 | 16 de Outubro de 1881 | Democrata                                    | morto durante o mandato |
| 30  | Samuel D. McEnery             |                        | 16 de Outubro de 1881 | 20 de Maio de 1888    | Democrata                                    | |
| 31  | Francis T. Nicholls           |                        | 20 de Maio de 1888    | 10 de Maio de 1892    | Democrata                                    | |
| 32  | Murphy J. Foster              |                        | 10 de Maio de 1892    | 8 de Maio de 1900     | Democrata                                    | |
| 33  | William W. Heard              |                        | 8 de Maio de 1900     | 10 de Maio de 1904    | Democrata                                    | |
| 34  | Newton C. Blanchard           |                        | 10 de Maio de 1904    | 12 de Maio de 1908    | Democrata                                    | |
| 35  | Jared Y. Sanders, Sr.         |                        | 12 de Maio de 1908    | 14 de Maio de 1912    | Democrata                                    | |
| 36  | Luther E. Hall                |                        | 14 de Maio de 1912    | 9 de Maio de 1916     | Democrata                                    | |
| 37  | Ruffin G. Pleasant            |                        | 9 de Maio de 1916     | 11 de Maio de 1920    | Democrata                                    | |
| 38  | John M. Parker                |                        | 11 de Maio de 1920    | 13 de Maio de 1924    | Democrata                                    | |
| 39  | Henry L. Fuqua                |                        | 13 de Maio de 1924    | 11 de Outubro de 1926 | Democrata                                    | morto durante o cargo |
| 40  | Oramel H. Simpson             |                        | 11 de Outubro de 1926 | 21 de Maio de 1928    | Democrata                                    | |
| 41  | Huey Pierce Long              | Ficheiro:HueyPLong.jpg | 21 de Maio de 1928    | 25 de Janeiro de 1932 | Democrata                                    | |
| 42  | Alvin Olin King               |                        | 25 de Janeiro de 1932 | 10 de Maio de 1932    | Democrata                                    | |
| 43  | Oscar Kelly (O.K.) Allen      |                        | 10 de Maio de 1932    | 28 de Janeiro de 1936 | Democrata                                    | morto durante o cargo |
| 44  | James A. Noe                  |                        | 28 de Janeiro 1936    | 12 de Maio de 1936    | Democrata                                    | |
| 45  | Richard W. Leche              |                        | 12 de Maio de 1936    | 26 de Junho de 1939   | Democrata                                    | Demitiu-se por fraude e foi condenado a 5 anos de cadeia |
| 46  | Earl K. Long                  |                        | 26 de Junho de 1939   | 14 de Maio de 1940    | Democrata                                    | |
| 47  | Sam H. Jones                  |                        | 14 de Maio de 1940    | 9 de Maio de 1944     | Democrata                                    | |
| 48  | Jimmie H. Davis               |                        | 9 de Maio de 1944     | 11 de Maio de 1948    | Democrata                                    | |
| 49  | Earl K. Long                  |                        | 11 de Maio de 1948    | 13 de Maio de 1952    | Democrata                                    | |
| 50  | Robert F. Kennon              |                        | 13 de Maio de 1952    | 8 de Maio de 1956     | Democrata                                    | |
| 51  | Earl K. Long                  |                        | 8 de Maio de 1956     | 10 de Maio de 1960    | Democrata                                    | |
| 52  | Jimmie H. Davis               |                        | 10 de Maio de 1960    | 12 de Maio de 1964    | Democrata                                    | |
| 53  | John J. McKeithen             |                        | 12 de Maio de 1964    | 2 de Maio de 1972     | Democrata                                    | |
| 54  | Edwin Edwards                 |                        | 9 de Maio de 1972     | 10 de Março de 1980   | Democrata                                    | |
| 55  | David Treen                   |                        | 10 de Março de 1980   | 12 de Março de 1984   | Republicano                                  | |
| 56  | Edwin Edwards                 |                        | 12 de Março de 1984   | 14 de Março de 1988   | Democrata                                    | |
| 57  | Charles E. (Buddy) Roemer III |                        | 14 de Março de 1988   | 13 de Julho de 1992   | Democrata (1988-1991) Republicano(1991-1992) | |
| 58  | Edwin Edwards                 |                        | 13 de Julho de 1992   | 6 de Julho de 1996    | Democrata                                    | |
| 59  | Mike Foster                   |                        | 6 de Julho de 1996    | 12 de Julho de 2004   | Republicano                                  | |
| 60  | Kathleen Babineaux Blanco     |                        | 12 de Julho de 2004   | 14 de Julho de 2008   | Democrata                                    | |
| 61  | Bobby Jindal                  |                        | 14 de Julho de 2008   | 11 de Julho de 2016   | Republicano                                  | |
| 62  | John Bel Edwards              |                        | 11 de Julho de 2016   |                       | Democrata                                    | |